# Robert Campbell (Mathematiker)
Robert Campbell (* 30. Oktober 1912; † 1985) war ein französischer Mathematiker und Philosoph.
Campbell wurde 1951 an der Sorbonne promoviert (Les fonctions des Mathieu associées). Er war Maître de conférences für Mathematik an der École polytechnique und später Professor für Mechanik an der Universität Caen.
Er veröffentlichte neben einführenden Werken in der Reihe „Que sais-je ?“ Monographien über die Mathieusche Differentialgleichung und die Gammafunktion.

## Schriften
- La Mécanique analytique, Presses universitaires de France, Reihe: « Que sais-je ? », 1971
- Théorie générale de l'équation de Mathieu et de quelques autres équations différentielles de la mécanique, Paris, Masson 1955
- La trigonometrie, PUF, Reihe: « Que sais-je ? », 3. Auflage 1963
- La cinematique, PUF, Reihe: « Que sais-je ? », 1966
- Les intégrales eulériennes et leurs applications: étude approfondie de la fonction gamma, Paris, Dunod 1966